# Andrei Mandache
Rareș Andrei Mandache (Arad, 2 ottobre 1987) è un cestista rumeno, guardia o playmaker del CSM Oradea e della Nazionale romena.

## Carriera
Con la Romania ha disputato i Campionati europei del 2017.

## Palmarès
- Campionato rumeno: 1

CSM Oradea: 2017-18
- Coppa di Cipro: 1

Keravnos: 2012
- Coppa di Romania: 1

Gaz Metan Mediaș: 2013